# Józef Ab
Józef Lajb Ab (ur. 22 sierpnia 1863 w Łodzi, zm. 7 lutego 1941 tamże) – żydowski nauczyciel, właściciel i dyrektor szkoły, działacz oświatowy. 

## Życiorys
Syn Leona (Lewina) i Berty z Codików. Pracę w szkolnictwie rozpoczął w r. 1885 mając absolutorium wyższej uczelni. W latach 1897–1910 był prezesem Towarzystwa Nauczycieli i Nauczycielek Żydów oraz członkiem Komitetu Walki z Analfabetyzmem. 
W 1910 r. założył przy ul. Spacerowej (obecnie al. T. Kościuszki) 29 7-klasową Żeńską Szkołę Handlową, przenosząc ją w 1913 r. na ul. Zieloną 8.
W 1921 r. szkoła została przekształcona w Gimnazjum Żeńskie o profilu humanistycznym i przeniesiona została do budynku przy ul. Zielonej 10. W 1920 r. przeprowadzono pierwsze matury. W roku szkolnym 1925/26 pozostał jej właścicielem choć szkoła została przejęta przez grono nauczycieli występujące formalnie jako „Zrzeszenie Pedagogów. Spółka z o.o.” W  1931 r. przestał być dyrektorem szkoły, a szkoła otrzymała imię Józefa Aba. Dyrektorem szkoły został Ludwik Krajeński, a w latach 1933–1939 dyrektorem była Stella Estera Reinowa. Nauczanie odbywało się w języku polskim, lekcje języka hebrajskiego traktowano jako nadobowiązkowe.
Szkoła nie posiadała praw szkoły państwowej, dopiero w roku szkolnym 1938/39 gimnazjum uzyskało takie prawa, natomiast liceum nadal ich nie posiadało.
W latach 30. mieszkał wraz z córką przy ul. Piotrkowskiej 118.
W getcie mieszkał przy ul. Dworskiej 14. Zmarł w getcie 7 lutego 1941 r. i spoczywa na cmentarzu żydowskim „nowym” przy ul. Brackiej (str. L, kw. R, nr grobu 7). 

## Życie prywatne
Był żonaty z Bertą (Bajlą Gitlą) (1865–1934), lekarzem dentystą. Miał córkę Nadieżdę (ur. 1896) – nauczycielkę i plastyczkę oraz syna Michała (1894–1916) – studenta matematyki, który jako sanitariusz zmarł w szpitalu pod Tarnopolem i został pochowany w Buczaczu. Losy jego córki Nadieżdy są nieznane.